# Sebou
Der Sebou (Oued Sebou; arabisch سبو, Tamazight: ⴰⵙⵉⴼ ⵏ ⵙⴱⵓ) ist der wasserreichste Fluss im Nordwesten Marokkos.

## Etymologie
Der Name Sebou ist wahrscheinlich aus der Berbersprache entlehnt: Asbour bedeutet in etwa „Ort der Sümpfe“. Plinius nennt ihn Subur.

## Geographie
Das Quellgebiet des Oued Sebou liegt im Mittleren Atlas. Von dort fließt er – wasserarm – nach Norden in Richtung Fès und dann nach Westen durch die Region Gharb-Chrarda-Béni Hsen, wo er die fruchtbare Gharb-Ebene bewässert. Er mündet schließlich westlich des Industriehafens von Kénitra bei Mehdia in den Atlantik. Die letzten 17 km des Flusslaufs sind schiffbar.
Die Angaben zur Länge des Oued Sebou schwanken zwischen 450 km und 614 km, was mit Messungenauigkeiten, aber in erster Linie wohl mit der unklaren Miteinbeziehung der Quellflüsse zu tun hat.
In der Gharb-Ebene werden Reis und Weizen sowie Zitrusfrüchte, Weintrauben und Oliven angebaut. Durch die Einleitung von Haus- und Industrieabwässern gehört der Sebou jedoch auch zu den stark verschmutzten Flüssen der Region.

## Hydrometrie
Die Durchflussmenge des Flusses wurde 30 Jahre lang (1959–1989) am Pegel Azib Soltane, 164 km oberhalb der Mündung in m³/s gemessen.
- Diagrammdaten:
- Definition |
- Rohdaten |
- Hilfe

## Stauseen
Der Sebou ist einer der wichtigsten Wasserlieferanten Marokkos, doch wird er selbst nur einmal gestaut (Barrage Allal El Fassi).

## Nebenflüsse
Der Oued Ouerrha ist zwar kürzer, aber deutlich wasserreicher als der Sebou und speist den al-Wahda-Stausee, den größten Stausee Marokkos. Ein weiterer Nebenfluss, der Oued Inaouen, wird vom Idriss I-Damm aufgestaut. Und schließlich erreicht kurz vor der Mündung von Süden noch der Oued Bahat den Sebou.

## Geschichte
In der Antike lagen die Römerstädte Banasa und Thamusida am Oued Sebou.